# Archevêque du pays de Galles

Carte des diocèses de l'Église au pays de Galles.

Le titre d'archevêque du pays de Galles est porté par le chef spirituel de l'Église au pays de Galles depuis la création de cette église anglicane en 1920. L'archevêque est également primat de la Communion anglicane, et membre à ce titre de la conférence des primats.
Le titre d'archevêque du pays de Galles n'est pas attaché à un siège épiscopal particulier. L'archevêque est élu par un collège formé de clercs et de laïcs parmi les évêques des six diocèses anglicans du pays de Galles. Sa charge d'archevêque primat s'ajoute à celle de son siège d'origine, qu'il continue à occuper. En revanche, elle ne lui confère pas de juridiction sur les diocèses de ses confrères.
Il y a un autre archevêque au pays de Galles, l'archevêque de Cardiff, qui est lui de confession catholique. Il est à la tête de la province ecclésiastique de Cardiff dont le territoire coïncide pour une bonne part avec le pays de Galles, mais ne porte pas le titre d'archevêque du pays de Galles, ni de primat.

## Liste des archevêques du pays de Galles
- 1920-1934 : A. G. Edwards (en), évêque de St Asaph
- 1934-1944 : Charles Green (en), évêque de Bangor
- 1944-1949 : David Prosser (en), évêque de St David's
- 1949-1957 : John Morgan (en), évêque de Llandaff
- 1957-1967 : Edwin Morris (en), évêque de Monmouth (en)
- 1968-1971 : Glyn Simon, évêque de Llandaff
- 1971-1982 : Gwilym Williams (en), évêque de Bangor
- 1983-1986 : Derrick Childs (en), évêque de Monmouth
- 1987-1991 : George Noakes (en), évêque de St David's
- 1991-1999 : Alwyn Rice Jones (en), évêque de St Asaph
- 1999-2002 : Rowan Williams, évêque de Monmouth (devient archevêque de Cantorbéry en 2002)
- 2002-2017 : Barry Morgan (en), évêque de Llandaff
- 2017-2021 : John Davies, évêque de Swansea et Brecon (en)
- 2021-2025 : Andy John, évêque de Bangor[2]
- depuis 2025 : Cherry Vann, évêque de Monmouth